# Jacksonia
Jacksonia es un género de plantas con flores con 89 especies perteneciente a la familia Fabaceae. Es originario de Australia.

## Especies seleccionadas
- Jacksonia aculeata
- Jacksonia alata
- Jacksonia angulata
- Jacksonia anomala
- Jacksonia aphylla
- Jacksonia argentea
- Jacksonia calycina
- Jacksonia capitata